# Smokey Wood
John „Smokey“ Wood (* 1918; † 1975) war ein US-amerikanischer Western-Swing-Musiker. Wood gilt als Wegbereiter des Western Swings in Texas.

## Leben
Smokey Wood ist heute unter Historikern vor allem für seine Leistungen als Sänger der Modern Mountaineers auf deren Session für Bluebird Records (1937) und als Sänger von Ross’ Rhythm Rascals auf deren Session, ebenfalls für Bluebird, bekannt.
Seine Karriere in den 1940er- und 1950er-Jahren ist jedoch weitaus weniger bekannt und gut in Erinnerung. Zudem ist diese Zeitspanne seines Lebens umso schlechter dokumentiert, da Wood von band zu Band zog, dort nur kurze Zeit blieb und kaum (oder gar keine) eigene band leitete. In dieser Zeit spielte er unter anderem mit Adolph Hofner, Spade Cooley, Cliff Bruner, Dickie McBride, Cotton Thompson, Benny Leaders und weiteren. Für seine gute Arbeit als Pianist war Wood weitreichend in Musikerkreisen bekannt, gleichzeitig aber auch für seine Unarten. Beispielsweise lieh er sich Instrumente anderer Musiker aus und verpfändete sie dann. Dies wird allgemein als Grund dafür angesehen, dass Wood sich nie auf nationaler Ebene etablieren konnte. Sein bizarres Verhalten wird mit regelmäßigem Drogenkonsum in Verbindung gebracht.
Von seinem verstorbenen Vater erbte Wood eine Farm in Meridian, Texas, nahe Waco, auf der er die restlichen 20 Jahre seines Lebens verbrachte. Zudem führte er zeitweise auch einen Flohmarkt und war in Hahnenkämpfe involviert. Musikalisch gesehen betätigte Wood sich nur lokal. Lange Zeit spielte er in der Dixieland-Jazz-Band von Joe Sanchez, mit der er ungefähr 1965 die Platte Lucille / Spirit of '65 für Major Bill Smiths Label Tu Bill Records aufnahm. Es waren Woods letzten Studioaufnahmen.

## Diskografie
| Jahr | Titel                                                       | Label #     |
| ---- | ----------------------------------------------------------- | ----------- |
|      | Lucille / Spirit of '65 (mit Joe Sanchez and his Orchestra) | Tu Bill 500 |